# Z-4理夏德·拜岑号驱逐舰
Z-4“理夏德·拜岑”号（德語：Z 4 Richard Beitzen）是德国国家海军暨战争海军于1930年代中期建造的十六艘1934级驱逐舰的四号舰，得名于在一战中阵亡的原帝国海军第十四鱼雷艇半区舰队司令、海军上尉理夏德·拜岑。该舰于1935年1月7日开始在基尔德意志船厂铺设龙骨，同年11月30日下水，至1937年5月13日、即第二次世界大战爆发前两年交付使用。入役后，其战前的大部分时间都用于训练，但也参加了1939年初对梅默尔的占领行动。
二战初期，Z-4号先是被派往封锁波兰海岸，但不久便被转移到卡特加特海峡，负责检查行经的中立国船舶是否搭载有违禁品。1939年末和1940年初，该舰在英国海岸附近布设了两个进攻性雷区，造成17艘商船遇难。它在1940年初的挪威战役期间仅作为预备役搁置，至同年晚些时候被调往法国，并在当地对英国船舶发动了数次攻击。1941年初，Z-4号返回德国进行改装，继而于6月被转移到挪威，为德国入侵苏联的“巴巴罗萨行动”做准备。该舰在战役开始时花了一些时间在苏联水域进行反舰巡逻，但收效甚微。同年晚些时候，它又在北极为许多德国船队提供护航。
1942年初，Z-4号被暂时移驻法国，为“海峡冲刺”做准备，它在这项行动中所扮演的角色是两艘战列舰和一艘重巡洋舰的护航成员之一，他们从法国布雷斯特出发，穿越英吉利海峡到达德国，进而去往挪威。这一年，该舰还在几艘重巡洋舰实施反舰袭击的开始和结束阶段为它们护航。12月底，当同盟国的JW-51B号护航船队在挪威北角附近遇袭时，Z-4号又被卷入了由此引发的巴伦支海海战。1943年的大部分时间里，该舰都在为进出挪威的船只护航，直到11月搁浅。由于受损严重，维修工作一直持续至次年8月，它才得以重回挪威恢复以往的职责。Z-4号于1944年10月再度搁浅，需要返厂到1945年2月。在同年4月的一次护航任务中，该舰遭敌机严重击伤，到5月9日战争结束时仍在修理中。在战后盟军瓜分幸存的德国军舰过程中，Z-4号最终被分配予英国。该舰在1949年报废之前未再使用过。

## 发展及设计
1934级驱逐舰的设计工作开始于1932年，尽管结束第一次世界大战的《凡尔赛条约》明确限制了德国驱逐舰吨位不得超过800長噸（810公噸）。德国人最初的设想是要建造比当时在役的法国和波兰驱逐舰更强大的大型舰艇，但随着国家海军此时期望它能作为一款小型巡洋舰使用，其设计方案也随之变更。方案细节于1934年敲定，但设计工作似乎十分仓促，没有经过深思熟虑，因为艏楼较短且艏部外飘不足，影响了舰只的耐波性和稳定性。设计中唯一真正的创新部分——高压锅炉，则是一个过于复杂的设计，在安装至1934级之前几乎没有接受过任何舰载测试，并且在舰只的整个运用生涯期间经常发生故障。
Z-4“理夏德·拜岑”号的水线长和全长分别为114米和119米，有11.3米的舷宽以及最大4.23米吃水深度；其设计排水量为2,223吨，满载时则可达3,156吨。标准船员编制为10名军官和315名水兵，在担任区舰队旗舰时还可额外增加4名军官和19名水兵。该舰由两台瓦格纳齿轮传动蒸汽轮机提供动力，各负责驱动一副直径为3.25米的三叶螺旋桨。过热蒸汽则由六台瓦格纳水管锅炉供应，这使得它在70,000匹軸馬力（52,000千瓦特）额定功率下的设计航速为36節（67每小時），但实际上其最高速度甚至可达38.7節（71.7每小時）。Z-4号最多可贮存752吨燃料油，理论上能够以19節（35每小時）的速度的巡航4,400海里（8,100），但实际它在运用过程中重心过高，30%的燃料必须作为压舱物保留在舰内。事实证明，19节航速时的有效行程仅为1,530海里（2,830）。
舰只装备有五门127毫米34式速射炮，架设在带有炮挡的单装炮座上。其中舰艛的前后各有两门采用背负式布置，第五门则安装在后部舰艛的顶端，并从前到后编为1至5号。防空武器由安装在与后部烟囱并排的一对双联装炮座上的四门37毫米30式速射炮和六门单座20毫米30式高射炮组成。此外，该舰还在中心线上的两个四联装动力操纵式底座上安装有八具533毫米鱼雷发射管，每个底座配备一对重新装填装置。四个深水炸弹发射器则安装在艉后部甲板室的侧面，再辅以舰艉两侧的六具单装深水炸弹支架，合共可携带32或64枚炸弹。布雷轨道安装在后甲板，最多可贮存60枚水雷。作为探测潜艇的工具，舰上也搭载有一套称为“群听装置”的被动式水听器。

### 改动
主动式声纳系统原定于1940年6月安装，但具体完成时间不详。战争期间，该舰的轻型防空武器装备也得到了多次增强。经改良的20毫米38式炮取代了原来的30式炮，至1941年又加装了三门。艉部遮蔽甲板上的两门炮被替换为一个20毫米的四联装底座，这可能是在1941年末的改装期间完成。在此之后，Z-4号似乎未再增加任何额外的高射炮。1941年中期以后，其舰桥上方则安装了一台FuMO-24型搜索雷达。

## 建造及服役
Z-4“理夏德·拜岑”号得名于1918年3月指挥第十四鱼雷艇半区舰队触雷阵亡的德意志帝国海军上尉理夏德·拜岑。它于1934年7月7日由德国国家海军所订购，自1935年1月7日起开始在基尔的德意志造船厂铺设龙骨，建造序列为245。该舰于1935年11月30日下水，至1937年5月13日竣工。同年10月26日，Z-4号被编入第1驱逐支舰队，并于1938年4月与其姊妹舰Z-2“格奥尔格·蒂勒”号和Z-3“马克斯·舒尔茨”号一同访问了挪威港口于尔维克。然后它被移交予造船厂重建舰艏，以解决艏部在顶头浪中进水严重的问题，从而使其长度增加了0.3米。重新投运后，该舰参加了8月22日为阿道夫·希特勒和匈牙利摄政王霍尔蒂·米克洛什而举行的海上阅兵，以及接下来的舰队操练。12月，Z-4号又与姊妹舰Z-1“莱贝雷希特·马斯”号、Z-2号和Z-3号一同航行到冰岛地区，以评估它们的新舰艏在北大西洋冬季的适航性。1939年3月23日至24日，Z-4号成为护送全副武装的装甲舰德国号的驱逐舰之一，这艘装甲舰当时负责搭载希特勒去往立陶宛宣布占领梅默尔。它还参加了在地中海西部举行的春季舰队演练，并于4月和5月多次访问西班牙和摩洛哥港口。返航后，Z-4号曾意外地被护航艇F-9号撞击舰艉。
当1939年9月第二次世界大战爆发时，Z-4号先是被部署在波罗的海西部，以执行对波兰的封锁；但从9月中旬开始，由于其中一台涡轮机无法运行，它很快便被转移到卡特加特海峡，负责检查行经的中立国船舶是否搭载有违禁品。12月12日至13日夜间，德国驱逐舰集体出击，前往英国海岸附近布设雷区。在海军准将弗里德里希·邦特的指挥下，包括其旗舰Z-19“赫尔曼·金内”号、Z-4号、Z-8“布鲁诺·海涅曼”号、Z-14“弗里德里希·伊恩”号和Z-15“埃里希·施泰因布林克”号在内的五艘舰在泰恩河口布下了240枚水雷——即便当地的导航灯还亮着。英国人没有意识到雷区，就此损失了11艘船，共计18,979总吨。在返航途中，驱逐舰群还奉命护送受损的轻巡洋舰莱比锡号和纽伦堡号归国，后两者在掩护驱逐舰撤退时被英国潜艇鲑鱼号用鱼雷击伤。尽管受到护航，另一艘英国潜艇厄休拉号还是成功地潜入了反潜警戒网，并于次日向身处易北河口的莱比锡号发射了六枚鱼雷。其中的两枚鱼雷击中F-9号，使后者于三分钟后沉没，造成大量人员伤亡，但其余鱼雷则均告射失。
邦特于1940年1月10夜晚重新率领Z-4号、Z-14号、Z-16“弗里德里希·埃科尔特”号、Z-20“卡尔·加尔斯特”号、Z-21号和Z-22“安东·施米特”号，共同出击前往纽卡斯尔水域布雷。期间Z-14号的锅炉发生故障，使其最大航速降至27節（50每小時），不得不由Z-4号护送回德国。最终这个雷区仅造成一艘251吨重的拖网渔船沉没。2月9日至10日，Z-3号、Z-4号和Z-16号又在哈里奇附近的希普沃什水域布设了110枚磁性水雷，共造成6艘总注册吨位达28,496吨的船舶触雷沉没，以及1艘受损。

### 维京行动
1940年2月22日，Z-4号与第1区舰队的另外五艘姊妹舰Z-1号、Z-3号、Z-6“特奥多尔·里德尔”号、Z-13“埃里希·克尔纳”号和Z-16号共同执行“维京行动”，前往多格滩拦截英国拖网渔船。在途中，该区舰队据信遭到德国空军第26轰炸联队的一架He 111轟炸機误击。Z-1号被至少一枚炸弹命中，失去控制，并在断成两半后沉没，导致280名船员丧生。在救援过程中，Z-3号则撞上了一枚水雷而沉没，舰上308名官兵全数遇难。阿道夫·希特勒下令召开调查法庭，以查明损失的原因，结论是两艘舰均是被He 111轰炸机的炸弹所击沉。德国海军既未向其麾下的驱逐舰告知德国空军当时正在进行反舰巡逻，也未知会德国空军其麾下的驱逐舰会在海上。但战后的研究表明，当中的一艘或全部两艘舰可能是撞上了由英国驱逐舰艾凡赫号和勇猛号布设的雷区。

### 入侵挪威
Z-4号在1940年4月9日德国入侵挪威的“威悉演习行动”中被作为储备搁置。两天后，它负责护送轻巡洋舰科隆号回到威廉港。从4月28日到5月20日，该舰协助在卡特加特海峡布设雷区，然后开始整修，一直持续到9月。10月，Z-4号被转移至德占法国的布雷斯特。它在11月24日至25日夜间伙同Z-10“汉斯·洛迪”号和Z-20号从布雷斯特启程，向兰兹角进发。途中，它们在狼礁西南遇到了几艘渔船，并与对方交火，但收效甚微。德国人随后发现了一支由三艘商船组成的小型护航船队，遂分别击沉和击伤其中的两艘。炮火的闪光惊动了英国第5驱逐区舰队的五艘驱逐舰，但他们无法在黎明前拦截德国驱逐舰。三天后，德舰再次向同一地区出击。他们遇到了两艘拖船和一艘驳船，但只击沉了前者中的一艘和驳船，总计424总吨。这一次，第5驱逐区舰队于11月29日06:30左右拦截了这些舰只。德国人率先开火，每艘驱逐舰发射了四枚鱼雷，其中仅两枚来自Z-10号的鱼雷击中了他们的目标——英国同行标枪号。标枪号两端中雷，炸毁了舰艏和舰艉，但英国人仍可将其拖曳回港。
1941年1月，Z-4号在英格兰东南部海岸布设了一个雷区。次月，它负责护送重巡洋舰希佩尔将军号离开并返回布雷斯特。该舰于3月16日暂时前往基尔接受改装，至7月被派往挪威的希尔克内斯。作为此时第6驱逐区舰队的一份子，Z-4号参与了7月12日至13日的一次出击，击沉两艘苏联小型船舶，代价是消耗了区舰队八成的弹药。在7月22日的再一次出击中，它则击沉了一艘苏联飞行艇。8月9日，该舰在基利金岛附近击沉苏联巡逻艇薄雾号的过程中，遭敌方海岸炮近距脱靶造成的冲击而受损，只得于五天后返回德国进行维修。
当战列舰提尔皮茨号于1942年1月中旬从波罗的海驶向挪威的特隆赫姆时，Z-4号也为其护航了数日。为了准备“地狱犬行动”，该舰于1月24日跟随当时的德国第5驱逐区舰队余部一同从基尔出发，前往法国。翌日傍晚，区舰队中的Z-8号在比利时海岸撞上了英国布雷舰鸻号布设的两枚水雷后沉没。Z-4号救出200名幸存者，并前往勒阿弗尔将他们安置上岸，然后于26日抵达布雷斯特。德国舰群于2月11日离开布雷斯特执行“海峡冲刺”，令英国人大吃一惊。期间Z-4号帮助击退了五艘英国驱逐舰的攻击，并因一架布倫亨式轟炸機的近距脱靶而受损，惟以新安装的20毫米四联装高射炮将其击落。不久之后，该舰与其它四艘驱逐舰一同护送重巡洋舰欧根亲王号和装甲舰舍尔将军号前往特隆赫姆。恶劣天气迫使它和另外两艘驱逐舰在抵达特隆赫姆之前返航，欧根亲王号则在分离后遭一艘英国潜艇严重击损。返回德国后，Z-4号需要对其机械装置进行大修，并于3月14日在不来梅开始改装。完工后，它成为了重巡洋舰吕措号前往挪威博根峡湾的护航屏障之一，并于途中在斯卡格拉克海峡布设了雷区。

### 护航拦截
1942年7月，Z-4号参与了“跳马行动”的早期阶段，试图拦截PQ-17号北极护航船队。拦截力量分成两组：舍尔将军号和吕措号结成一组，提尔皮茨号和希佩尔将军号组成另一组。但在前往阿尔塔峡湾会合途中，吕措号和三艘驱逐舰搁浅，迫使整组放弃了行动。与此同时，Z-4号于7月2日至3日护送两艘油轮前往阿尔塔峡湾。在8月的“仙境行动”中，它又连同Z-15号和Z-16号在舍尔将军号执行攻击卡拉海的苏联船只的任务开始和结束阶段为其护航。8月中旬，当布雷舰乌尔姆号启程前往热拉尼亚角周边布设水雷时，这些驱逐舰也为其提供护航。10月13日至15日，Z-4号、Z-16号、Z-27号和Z-30号在卡宁半岛的白海出海口附近布下雷区，导致苏联破冰船米高扬号沉没。三周后，同样的四艘驱逐舰于11月初护送希佩尔海将军号试图拦截独立驶向苏联港口的盟军商船。
在12月下旬的“彩虹行动”期间，德国人为了拦截从英国驶往苏联的JW-51B号护航船队，由Z-4号、Z-16号和Z-29号护送希佩尔将军号负责牵制对方的护航舰，而吕措号和另外三艘驱逐舰则主责发动攻击。前一组驱逐舰与希佩尔将军号分开进行搜寻，于12月31日上午顺利找到船队，从而引发巴伦支海海战。当德舰在8,000米的范围内开火时，英国驱逐舰顽固号相继发现了它们，并接近调查。顽固号随即在没有受到任何伤害的情况下掉头重新加入船队，德国驱逐舰也未继续追击，因为它们接到了与希佩尔将军号会合的命令。在进行机动以靠近船队的过程中，德国人发现了英国扫雷舰悬钩子号，它于早前从船队中分离出来搜寻掉队的船只，驱逐舰遂奉命将其击沉，而希佩尔将军号则与护航船队交战。在能见度很低的情况下，这花费了一些时间；与此同时，由英国轻巡洋舰谢菲尔德号和牙买加号组成的掩护部队突然现身使希佩尔将军号感到惊讶。击沉悬钩子号之后，德国驱逐舰试图重新与希佩尔将军号会合，却不知英国巡洋舰就在附近。当它们在4,000米的距离内发现对方时，又将谢菲尔德号和希佩尔将军号混淆了。正值错愕之际，谢菲尔德号利用所有火炮向Z-16号开火，并将其击沉，全体官兵阵亡。Z-4号则没有参与交战，而是趁黑逃离。
海军中校汉斯·多米尼克于1943年1月就任Z-4号舰长，并在月底护送受损的希佩尔将军号和科隆号前往克里斯蒂安桑。在3月初护送战列舰沙恩霍斯特号到阿尔塔峡湾之前，该舰已开始在克里斯蒂安桑至丹麦的奥胡斯之间护送船队。4月，它在纽伦堡号返回波罗的海期间对其实施掩护，然后前往斯维讷明德进行改装，并一直持续到10月。重返北极时，Z-4号于10月27日在卡姆湾搁浅，严重受损。它于11月5日重新浮起，并被拖到海于格松进行紧急维修。11月26日，该舰抵达卑尔根继续接受临时维修，直到12月18日。Z-4号于五天后进一步前往斯德丁，但由于旱坞繁忙，它直到1944年1月17日才开始系统维修，包括安装新舰艏。维修工作于6月完成，但机械问题意味着该舰直到8月5日抵达挪威的霍滕时才重新投运。
Z-4号恢复了护航职责，并在斯卡格拉克海峡布设水雷，直至1944年11月再度搁浅。维修工作进展缓慢，到1945年2月15日才完全投入使用。4月24日上午，该舰在为一支船队提供掩护时，遭到一架配备雷达的盟军轰炸机严重击伤，并被送往挪威的奥斯陆进行维修，直到战争结束才完工。Z-4号于5月14日被英国人强占，并在盟军就如何处置被俘的德国军舰进行商议期间，于7月15日暂时移交予挪威皇家海军。它于1945年底被划拨英国，继而于1946年2月被拖到罗塞斯。同年9月，Z-4号受命用作靶舰，但三个月后发生了一次严重的渗漏事故，导致它被迫搁滩以免沉没。经过临时维修后，该舰于1947年1月被分配作废弃处置。第二年，C·W·多尔金公司获指派进行拆解，Z-4号遂于1949年1月10日被拖入前者在盖茨黑德的设施。